# Arnould Locard

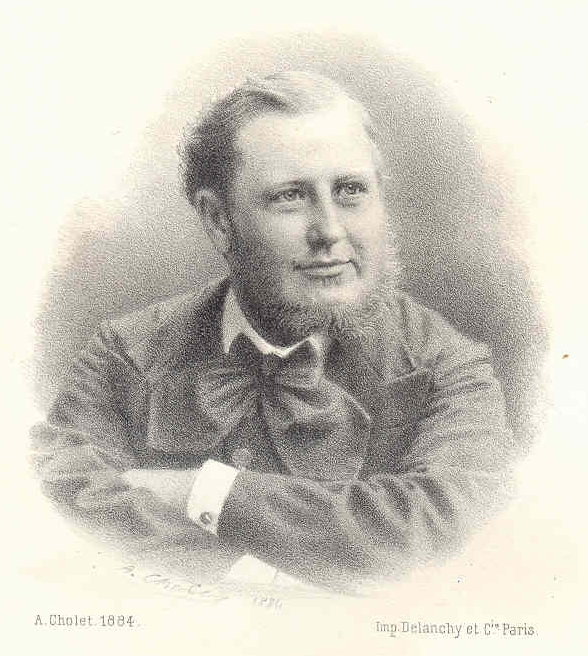
Arnould Locard

Étienne Alexandre Arnould Locard (* 8. Dezember 1841 in Lyon; † 28. Oktober 1904 ebenda) war ein französischer Malakologe, Ingenieur, Geologe und Wissenschaftshistoriker, der in Lyon wirkte.

## Leben
Locard war der Sohn des bekannten Bauingenieurs Eugène Locard und studierte an der École Centrale in Paris mit dem Abschluss als Ingenieur 1866. Er wurde 1874 leitender Ingenieur in Hochöfen mit Bessemerbirne, kündigte 1878 und war danach Bauingenieur in Lyon.
Er gilt als einer der Hauptvertreter einer neuen französischen Schule der Malakologie um Jules René Bourguignat. Er beschrieb hunderte neue Arten und Gattungen von Muscheln und Gastropoden des Süßwassers (besonders der Gattung Helix von Landlungenschnecken). Er selbst hatte keine große Sammlung, sondern bearbeitete die Sammlungen in Museen (besonders dem Muséum d’Histoire naturelle de Lyon) oder von anderen Sammlern, zum Beispiel die Sammlung von Jacques Philippe Raymond Draparnaud (1772–1804), der von Gaspard Louis André Michaud (1795–1880) oder der von Ange Paulin Terver (1798–1875) aus der Umgebung von Lyon. Am Naturkundemuseum von Lyon arbeitete er eng mit dessen Leiter Louis Lortet (1838–1909), schrieb Kataloge der naturkundlichen Sammlungen (einschließlich Mineralien und Geologie) und bearbeitete die malakologische Sammlung von Lortet aus dem Nahen Osten.
Er veröffentlichte sehr umfangreich, auch über fossile Mollusken (Tertiär der Umgebung von Lyon) und die Geologie der Gegend von Lyon. Außerdem schrieb er Biographien von Naturkundlern und Malakologen besonders aus dem Raum Lyon und eine 1884 erschienene Geschichte der Malakologie in der Antike.
Er war Mitglied der Académie des sciences, belles-lettres et arts de Lyon (ab 1879), der Société française de malacologie, der Société géologique de France und der Société linnéenne de Lyon, deren Präsident er 1882 wurde. Außerdem war er Gründungsmitglied der Association lyonnaise des amis des sciences naturelles.
Er war der Vater des Forensikers Edmond Locard.

## Schriften
- mit Albert Falsan: Monographie géologique du Mont-d’Or lyonnais et de ses dépendances, Lyon 1866
- Contributions à la Faune malacologique française, 15 Teile in den Ann. Soc. linn. Lyon und den Ann. Soc. Hist. nat. Agric. Arts utiles Lyon 1881 bis 1890
- mit Ange-Paulin Terver: Malacologie Lyonnaise; ou Description des mollusques terrestres & aquatiques des environs de Lyons d’apres la collection Ange-Paulin Terver, donnée au Museum de Lyon, 1877
- Description de la faune de la mollasse marine et d’eau douce du Lyonnais et du Dauphiné, Lyon 1878, Archive
- Catalogue des Mollusques terrestres et aquatiques du département de l’Ain, Lyon 1881
- Prodrome de Malacologie française, ou Catalogue général des Mollusques vivants de France, Lyon 1882
- Malacologie des lacs de Tibériade, d’Antioche et d’Homs en Syrie, Lyon, 1883
- De la valeur des caractères spécifiques en Malacologie, Lyon 1884
- Études sur les variations malacologiques d’après la Faune vivante et fossile de la partie centrale du bassin du Rhône, 2 Bände, Lyon 1881
- Notices conchyliologiques, 50 Teile, L’Echange, Revue linnéenne, Lyon, 1888 bis 1898
- Matériaux pour servir à l’histoire de la Malacologie française, 7 Teile, Bull. Soc. mal. Fr. Paris, 1884 bis 1887
- Catalogue général des mollusques vivants de France : mollusques terrestres, des eaux douces et des eaux saumatres, Paris 1882, Archive
- Histoire des mollusques dans l’antiquité, Paris: Baillière 1884, Archive
- La Pêche et les poissons des eaux douce, Pairs: Baillière 1891, Archive
- Les coquilles terrestres de France: description des familles, genres et especes, Paris: Baillière 1894, Archive
- Conchyliologie française. Les coquilles marines au large des côtes de France, faune pélagique et faune abyssale, description des familles, genres et espèces, Paris: Baillière 1899